# John Hinch
John Frederick Hinch (Lichfield, 19 de junio de 1947-29 de abril de 2021), fue un músico británico, conocido por haber sido baterista en la banda de heavy metal Judas Priest entre 1973 a 1975. Luego de su salida del grupo inglés participó en la misma labor con artistas como Uli Jon Roth y su hermano Zeno Roth, y también fue mánager de agrupaciones como Jameson Raid, Steel y The Bureau.

## Carrera
Inició su carrera en 1968 en la banda de rock The Pinch, para luego tocar en The Generation y Bakerloo durante el año siguiente. En 1972 ingresó a Hiroshima, donde conoció al vocalista Rob Halford que posteriormente se uniría a Judas Priest. Al año siguiente y gracias al apoyo de Halford ingresó a Judas Priest, como reemplazo de Chris Campbell.
En la agrupación inglesa estuvo desde 1973 a 1975, en la cual participó en la grabación del álbum debut Rocka Rolla y en su respectiva gira. En septiembre de 1975 renunció por problemas con el resto de la banda, aunque Glenn Tipton afirmó que fue despedido por no tener el sonido apropiado para Judas Priest.
Durante los posteriores años inició su carrera como mánager de algunas bandas inglesas y se mantuvo alejado de la música como baterista. Una de sus últimas publicaciones públicas fue en una entrevista donde habló sobre los inicios y su paso por el grupo, que fue lanzado en el recopilatorio The Best of Judas Priest: Insight Series.